# Achterknoten (Verbindung)
Der Achterknoten ist ein Knoten zur Verbindung von zwei Seilen.

## Anwendung
Der Achterknoten ist ein Verbindungsknoten.
Seine Knotenfestigkeit ist vergleichbar mit der des Sackstichs. Bei glatten Schnüren bietet er etwas mehr Stabilität und ist nach Belastung leichter zu lösen.

## Knüpfen
Der Achterknoten kann nicht gelegt, sondern nur gesteckt werden. Man beginnt mit einem losen Achtknoten am Ende eines Seils. Mit dem Ende des zweiten Seiles folgt man dem Verlauf des ersten in umgekehrter Richtung genau nach und holt den Knoten dann dicht.

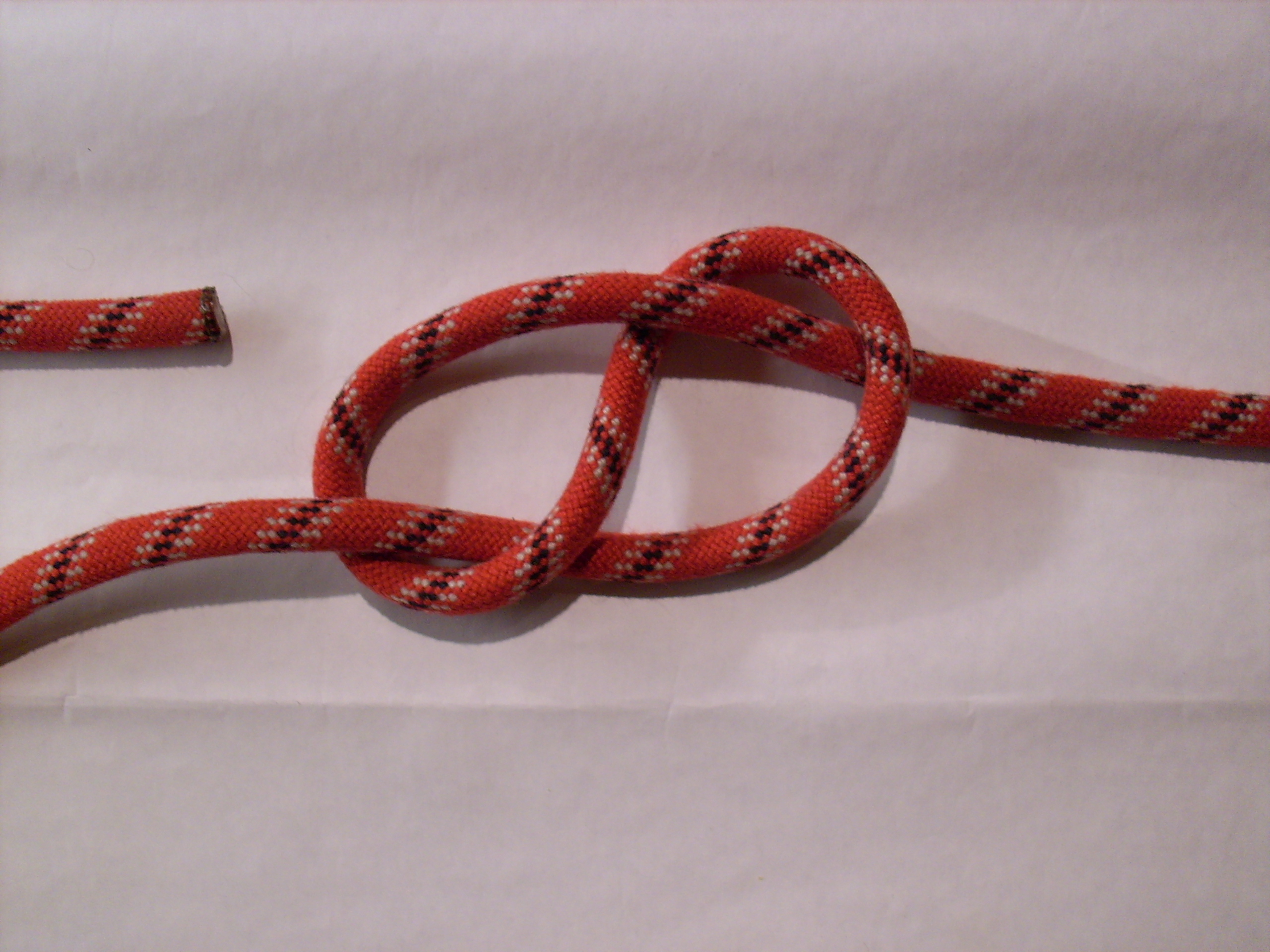
Loser Achtknoten
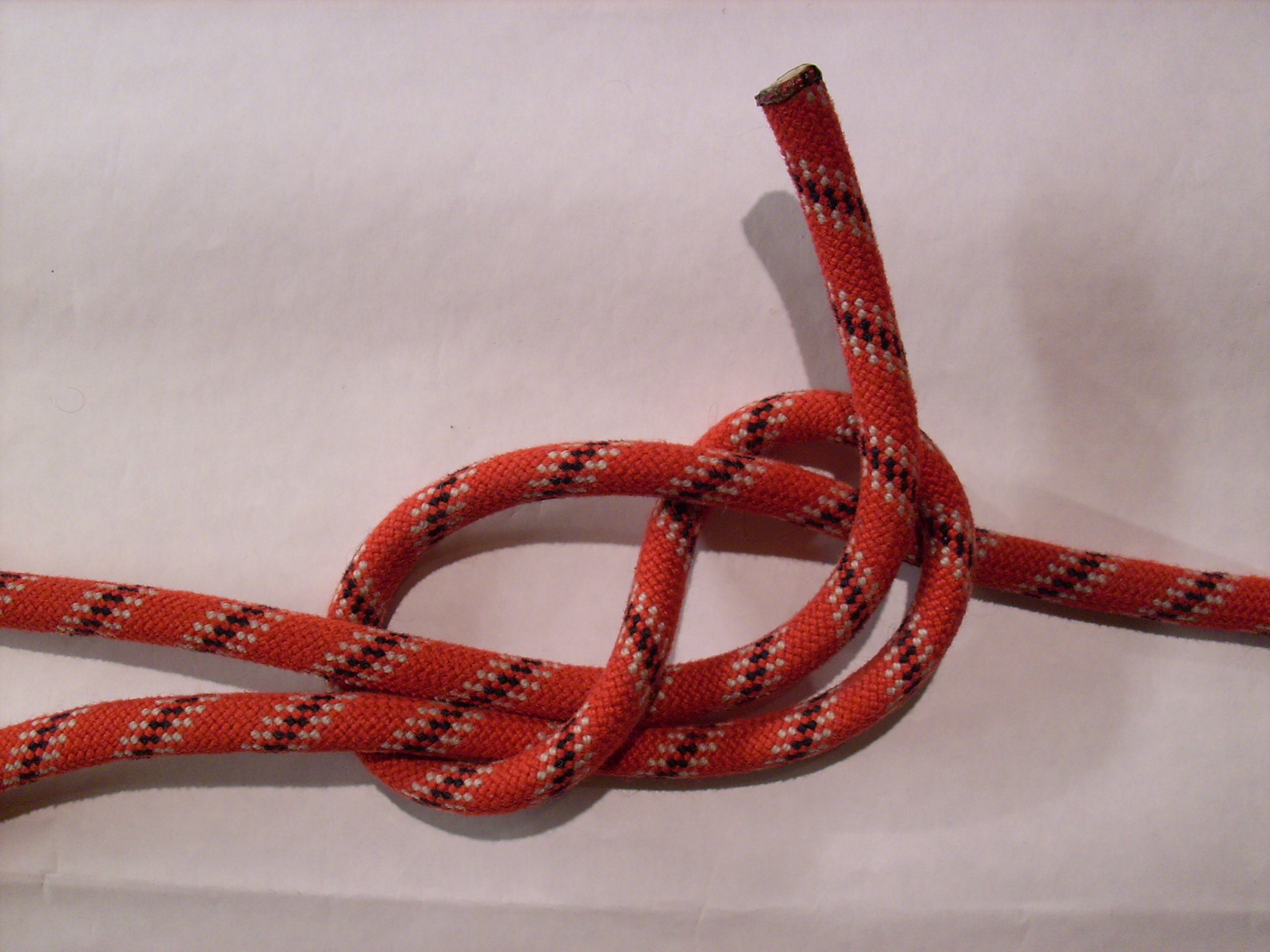
Nachfahren
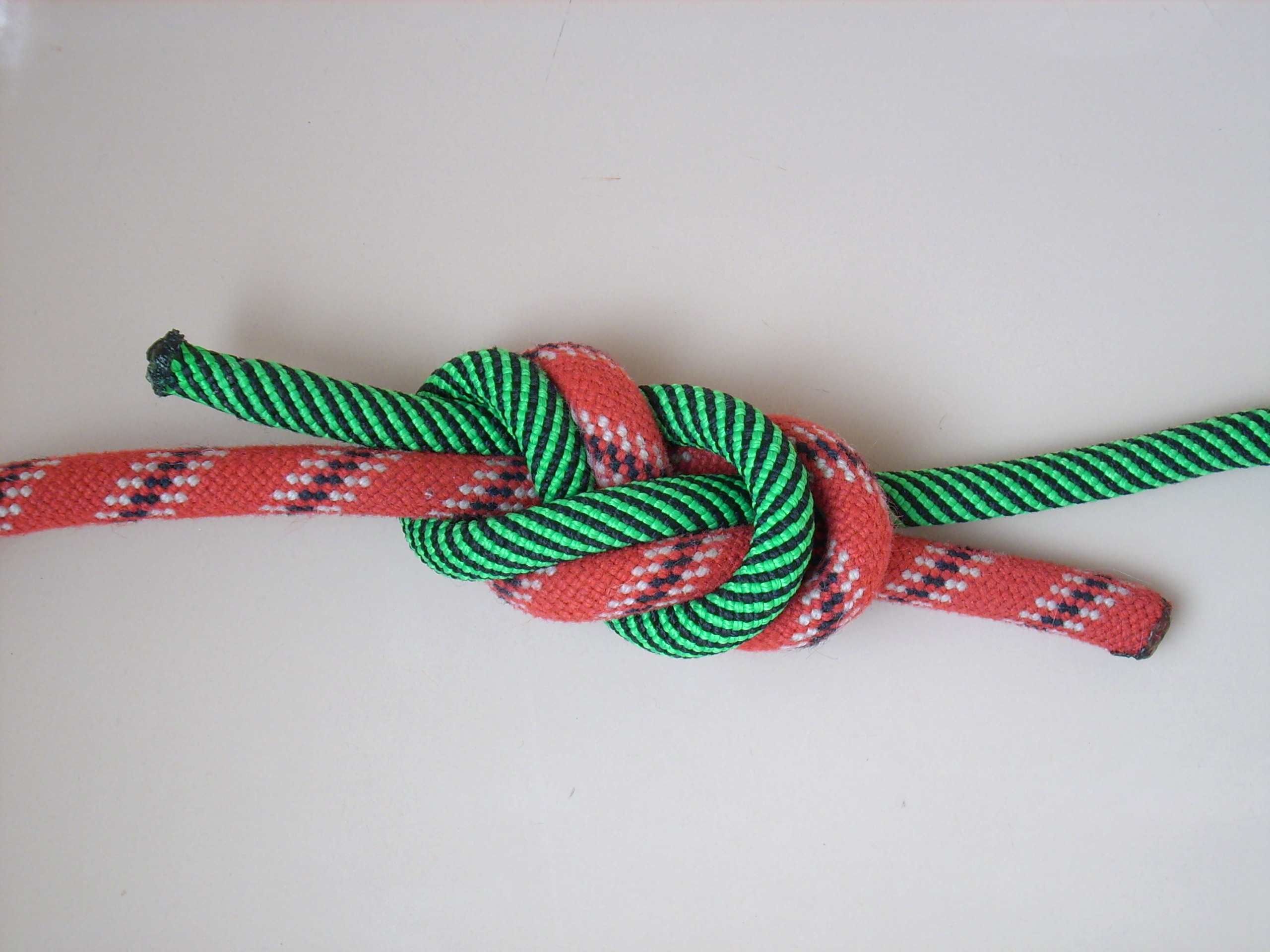
Dichtholen

## Alternativen
- Als dauerhafte Verbindung von zwei Seilen eignet sich ein Spleiß.
- Als dauerhafte Verbindung von nassen oder glatten Seilen und von Angelleinen eignet sich der Spierenstich.
- Bei starker Zugbelastung eignet sich besser der Zeppelinstek, weil er einfacher zu lösen ist.
- In der Seefahrt wird der Schotstek zum Verbinden ungleich und gleich dicker Seile verwendet.
- Bei großem Unterschied der beiden Seildurchmesser eignet sich ein Doppelter Schotstek.
- Zum Verbinden dicker Trossen eignet sich der Trossenstek.
- Kletterer verwenden zum Abseilen den Sackstich in Tropfenform.

## Abwandlungen

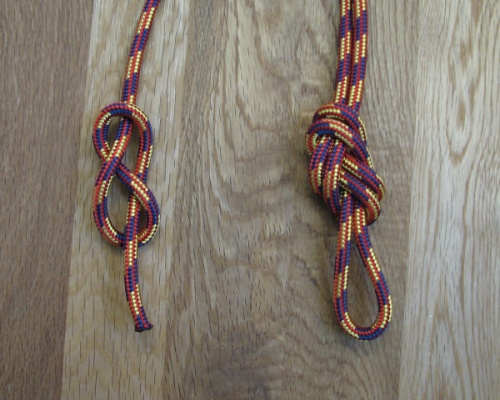
Links Achtknoten, rechts Achterknoten als Schlaufe

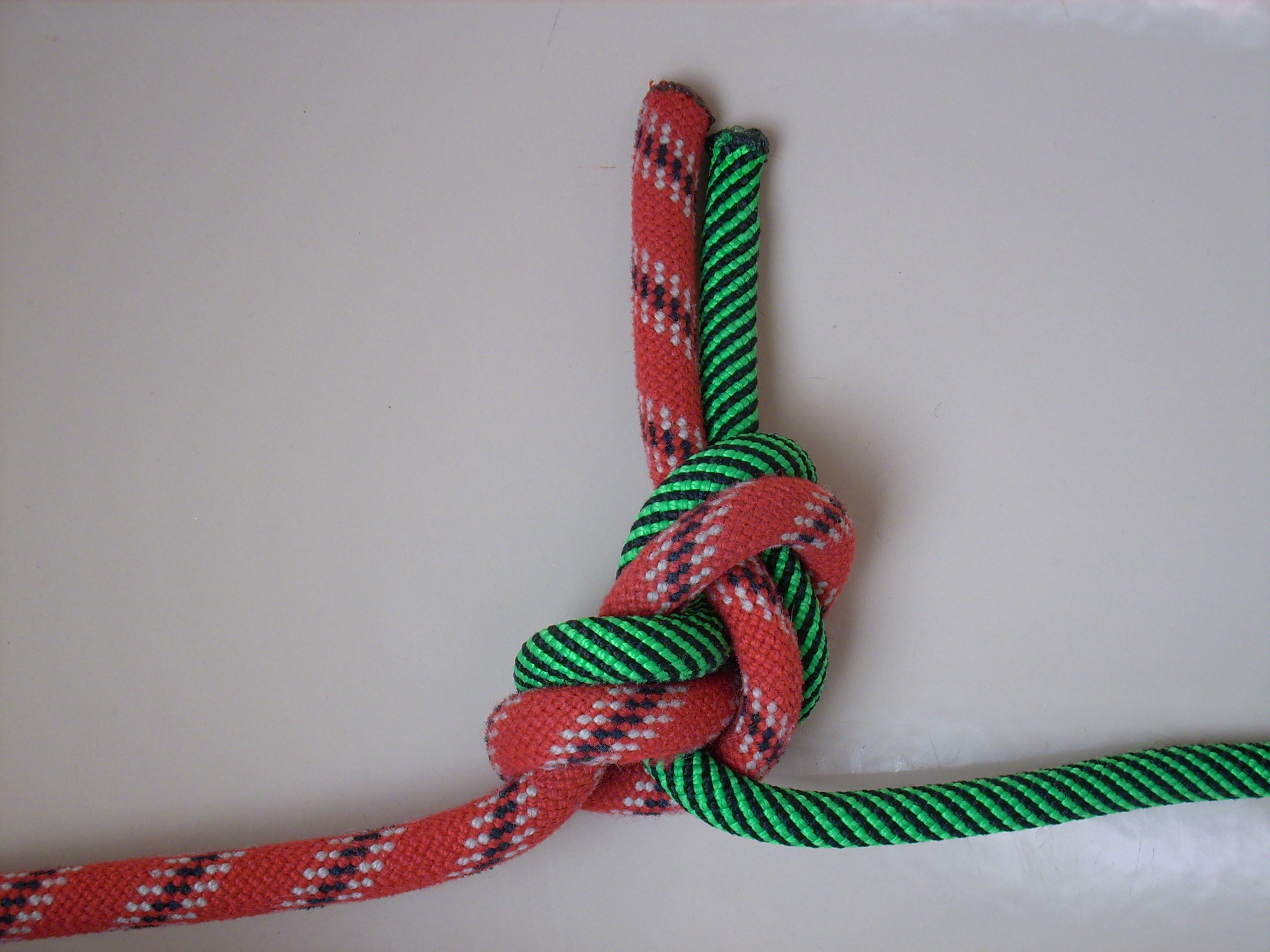
Doppelter Achtknoten (Tropfen)

- In ein einzelnes Ende geknüpft heißt der Knoten Achtknoten oder Endacht und dient als Stopperknoten zur Verdickung oder Sicherung.
- Wird der Knoten mit einem Seil geknüpft, das zurückgeschlauft wird, bildet er eine besonders sichere Schlaufe und heißt ebenfalls Achterknoten.
- In Tropfenform geknüpft heißt der Knoten Doppelter Achtknoten (Tropfen), er ist aber weniger haltbar. Bei Kletterseilen rollt er bereits bei 2 kN.[3]